# Anurida vontoernei
Anurida vontoernei is een springstaartensoort uit de familie van de Neanuridae. De wetenschappelijke naam van de soort is voor het eerst geldig gepubliceerd in 1962 door Nosek.